# 佐竹健治
佐竹 健治（さたけ けんじ、1958年 - ）は、日本の地震学者。東京大学名誉教授。東京大学地震研究所教授・所長を歴任。沈み込みと津波の研究に大きく貢献した。

## 略歴
| 1958年 | 東京都生まれ                                                   |
| 1982年 | 北海道大学理学部地球物理学科卒業                               |
| 1984年 | 北海道大学大学院理学研究科 地球物理学専攻 修士課程修了         |
| 1985年 | 東京工業大学理学部応用物理学科教務職員                         |
| 1987年 | 理学博士（東京大学）                                           |
| 1988年 | 米国カリフォルニア工科大学客員研究員                           |
| 1990年 | 米国ミシガン大学地質科学科助教授                               |
| 1995年 | 工業技術院地質調査所主任研究官                                 |
| 2001年 | 産業技術総合研究所 活断層研究センター 地震被害予測研究チーム長 |
| 2004年 | 産業技術総合研究所 活断層研究センター副研究センター長          |
| 2007年 | 産業技術総合研究所 活断層研究センター上席研究員                |
| 2008年 | 東京大学地震研究所教授                                         |
| 2019年 | 東京大学地震研究所所長                                         |
| 2024年 | 東京大学名誉教授                                               |

## 学会活動等
| 2010年 -        | 日本地震学会 代議員                                      |
| 2018年 -        | 日本活断層学会 会長                                      |
| 1999年 -        | 土木学会 原子力土木委員会 津波評価小委員会委員           |
| 2010年 -        | 米国地球物理学連合 (American Geophysical Union) フェロー |
| 2003年 - 2011年 | 国際測地・地球物理学連合 (IUGG) 津波小委員会 議長        |
| 2012年 - 2014年 | アジア大洋州地球科学会 (AOGS) 会長                       |
| 2019年 -        | 国際地震学・地球内部物理学連盟 (IASPEI) 会長             |
| 2020年 -        | 日本学術会議会員                                         |

## 編著
- 平田直、佐竹健治、 畑村洋太郎 (2011年11月). 巨大地震・巨大津波: 東日本大震災の検証. 朝倉書店. ISBN 9784254102529
- 佐竹健治 (2011). 佐竹健治. ed. Tsunamis in the World Ocean: Past, Present and Future. ISBN 9783034801874
- 佐竹健治 (2012). 佐竹健治. ed. Advances in Geosciences: A 4-Volume Set. ISBN 9789814405706
- デイビット・K・ヤマグチ、ブライアン・アトウォーター、佐竹健治、都司嘉宣、Satoko Musumi-Rokkaku (2005年). The Orphan Tsunami of 1700: Japanese Clues to a Parent Earthquake in North America. ISBN 9780295998510
- Human Geoscience. 沖大幹、佐竹健治、氷見山幸夫. (2019年9月21日)
- Jianping Gan (2011年). 佐竹健治、Jianping Gan、Gwo-Fong Lin. ed. Advances in Geosciences: Atmospheric science (AS) & ocean science (OS). Volume 28
- Tsunamis: Case Studies and Recent Developments. 佐竹健治. (2005年)
- Marc Duldig (2011年). 佐竹健治、Marc Duldig. ed. Advances In Geosciences, Volume 8: Solar Terrestrial (St)
- 今村文彦、佐竹健治, ed (1995年). Tsunamis: 1992-1994: Their Generation, Dynamics, and Hazard
- 佐竹健治、Gwo-Fong Lin, ed (2011年7月13日). Advances In Geosciences (A 6-volume Set) - Volume 23: Hydrological Science (Hs)
- 佐竹健治、フィル・R・カミンズ、ローラ・S・L・コン, ed (2009年). tsunami science four years after the 2004 indian ocean tsunami: part i: modelling and hazard assessment
- 佐竹健治, ed (2009年3月20日). Advances In Geosciences (A 6-volume Set) - Volume 13: Solid Earth (Se)
- 佐竹健治、アレクサンダー・B・ラビノヴィチ、デール・ドミニー・ハウズ、ホセ・C・ボレロ, ed (2013年). historical and recent catastrophic tsunamis in the world: volume i. the 2011 tohoku tsunami
- 佐竹健治、ホセ・C・ボレロ、Emile A. Okal, ed (2007年5月16日). Tsunami and Its Hazards in the Indian and Pacific Oceans
- 佐竹健治、Chun-Chieh Wu, ed (2011年7月13日). Advances in Geosciences (a 6-Volume Set) - Volume 22: Atmospheric Science (As)
- アニル・バルドワイ、佐竹健治、S・A・ハイダー、ポール・ハルトーグ、タカシ・イトウ, ed (2011年7月13日). Advances In Geosciences (A 6-volume Set) - Volume 25: Planetary Science (Ps)
- 佐竹健治、W・H・イップ, ed (2009年). Solid Earth (SE)
- 佐竹健治、Chun-Chieh Wu, ed (2011年7月13日). Advances in Geosciences (a 6-Volume Set) - Volume 26: Solid Earth (Se)
- 佐竹健治、Gwo-Fong Lin、Namsik Park, ed (2011年7月13日). Advances in Geosciences (a 6-Volume Set) - Volume 24: Ocean Science (OS)
- 佐竹健治、アレクサンダー・B・ラビノヴィチ、デール・ドミニー・ハウズ、ホセ・C・ボレロ, ed (2013年10月29日). historical and recent catastrophic tsunamis in the world: volume ii. tsunamis from 1755 to 2010

## 論文・予稿・寄稿文
- 末次大輔, 佐竹健治, 山下済, 阿部勝征「1983年日本海中部地震による津波の現地調査(北海道瀬棚郡-浜益郡)」『北海道大学地球物理学研究報告』第43号、北海道大学理学部地球物理学教室、1984年3月、41-55頁、doi:10.14943/gbhu.43.41、ISSN 04393503、NAID 120000963941。
- 佐竹健治「最近の津波研究」『地震 第2輯』第44巻、日本地震学会、1991年、99-112頁、doi:10.4294/zisin1948.44.Supplement_99、ISSN 0037-1114、NAID 130006788299。
- 西村裕一, 佐竹健治「B51 1640 年北海道駒ケ岳の噴火に伴う津波の数値実験」『日本火山学会講演予稿集』第1992巻、日本火山学会、1992年、122頁、doi:10.18940/vsj.1992.2.0_122、ISSN 2433-5320、NAID 110003000248。
- 佐竹健治, 谷岡勇市郎「1995年奄美大島近海地震の断層パラメターと津波の発生」『地學雜誌』第106巻第4号、東京地学協会、1997年8月、546-556頁、doi:10.5026/jgeography.106.4_546、ISSN 0022135X、NAID 10002236298。
- 吉田康宏, 原田智史, 藤原健治, 谷岡勇市郎, 神定健二, 金嶋聰, 大滝壽樹, 佐竹健治, 田中明子, 末次大輔, 原辰彦, 神谷眞一郎, 石原靖, 竹中博士, 斉田智治, 藤井雄士郎「広帯域地震計の埋設比較観測 (II)」『日本地震学会講演予稿集』第1997巻第2号、1997年9月、NAID 10002587504。
- 七山太, 佐竹健治, 下川浩一, 重野聖之, 小板橋重一, 宮坂省吾, 石井正之「溯上型津波堆積物の堆積相と堆積過程:〜1993年北海道南西沖地震津波の研究例〜」『日本地質学会学術大会講演要旨』第1998巻、日本地質学会、1998年、181頁、doi:10.14863/geosocabst.1998.0_181、ISSN 1348-3935、NAID 130005430391。
- 石橋克彦, 佐竹健治「総合報告: 古地震研究によるプレート境界巨大地震の長期予測の問題点 -日本付近のプレート沈み込み帯を中心として-:特集: 大地震の長期予測はどこまで可能か? I. 古地震調査と長期予測」『地震 第2輯』第50巻、日本地震学会、1998年、1-21頁、doi:10.4294/zisin1948.50.appendix_1、ISSN 0037-1114、NAID 130006788816。
- 都司嘉宣, 上田和枝, 佐竹健治「日本で記録された1700年1月(元禄十二年十二月)北米巨大地震による津波」『地震 第2輯』第51巻第1号、日本地震学会、1998年6月、1-17頁、doi:10.4294/zisin1948.51.1_1、ISSN 00371114、NAID 10002501803。
- 島崎邦彦, 河瀬和重, 佐竹健治, 鈴木康弘, 尾形良彦, 井元政二郎, 隈元崇「地震の繰り返し発生に関する統計モデルの検討」『日本地震学会講演予稿集』第1998巻第2号、1998年10月、NAID 10002586231。
- 竹内章, 岡村行信, 加藤幸弘, 池原研, 張勁, 佐竹健治, 長尾哲史, 平野真人「P-40 日本海東縁,奥尻海嶺および周辺の大地震と海底変動 : 1999年度「よこすか/しんかい」日本海行動成果速報」『日本地質学会学術大会講演要旨』第1999巻、日本地質学会、1999年、197頁、doi:10.14863/geosocabst.1999.0_197_2、ISSN 1348-3935、NAID 110003029264。
- 佐竹健治, 須貝俊彦, 寒川旭, 柳田誠, 横田裕, 岩崎孝明, 小俣雅志, 石川玲「奈良県金剛断層系の構造と最新活動時期」『地震 第2輯』第52巻第1号、日本地震学会、1999年6月、65-79頁、doi:10.4294/zisin1948.52.1_65、ISSN 00371114、NAID 10004680111。
- 谷岡勇市郎, 佐竹健治「津波記録からみた1944年東南海地震のすべり量分布」『日本地震学会講演予稿集』第1999巻第2号、1999年11月、A55、NAID 10004476331。
- 佐竹健治「津波の発生メカニズムはどこまでわかったか? (特集記事 チリ津波40周年--何をもたらし,何がかわったか?)」『自然災害科学』第19巻第3号、日本自然災害学会、2000年、284-288頁、ISSN 02866021、NAID 110002941798。
- 松山昌史, 佐竹健治, 松本剛「1998年パプア・ニューギニア津波の波源域における反射法探査と数値計算によるパラメータスタディ」『海岸工学論文集』第48号、土木学会、2001年、366-370頁、doi:10.2208/proce1989.48.366、ISSN 0916-7897、NAID 130003991111。
- 佐竹健治「有珠火山の山体崩壊による洞爺湖の津波シミュレーション」『地質調査研究報告』第52巻第4号、国立研究開発法人 産業技術総合研究所 地質調査総合センター、2001年、241-244頁、doi:10.9795/bullgsj.52.241、ISSN 1346-4272、NAID 130004935427。
- 佐竹健治, 加藤幸弘「1741年寛保津波は渡島大島の山体崩壊によって生じた (総特集 津波研究の最前線(2)過去の津波の事例研究) -- (津波発生伝播過程の物理検証)」『号外海洋』第28号、海洋出版、2002年、150-160頁、ISSN 09168575、NAID 40004927303。
- 岡村行信, 佐竹健治, 竹内章「富山深海海底谷最下流部の海底地形」『歴史地震』第18号、歴史地震研究会、2002年、221-225頁、NAID 40005822208。
- 添田雄二, 重野聖之, 石井正之, 赤松守雄, 山田悟郎, 熊崎農夫博, 七山太, 古川竜太, 澤井祐紀, 佐竹健治, 中川充「P-8 北海道東部厚岸町史跡国泰寺跡において認められた歴史および先史津波の痕跡」『日本地質学会学術大会講演要旨』第2003巻、日本地質学会、2003年、213頁、doi:10.14863/geosocabst.2003.0_213_2、ISSN 1348-3935、NAID 110003040772。
- 野田篤, 片山肇, 嵯峨山積, 菅和哉, 内田康人, 佐竹健治, 阿部恒平, 岡村行信「O-90 津波による海底表層堆積物への影響 : 2003年十勝沖地震津波の例(11. 海洋地質)」『日本地質学会学術大会講演要旨』第2004巻、日本地質学会、2004年、70頁、doi:10.14863/geosocabst.2004.abst.0_70_2、ISSN 1348-3935、NAID 110003039879。
- 澤井祐紀, 佐竹健治, 那須浩郎, 鎌滝孝信, 宍倉正展「北海道東部太平洋沿岸の塩性湿地群に記録された後期完新世の海岸隆起」『日本地理学会発表要旨集』第2004巻、日本地理学会、2004年、57-57頁、doi:10.14866/ajg.2004f.0.57.0、NAID 130007017150。
- 澤井祐紀, 佐竹健治, 鎌滝孝信, 那須浩郎, 宍倉正展「17世紀に千島海溝南部において発生した連動型プレート間地震と海岸隆起」『地理科学』第60巻第3号、地理科学学会、2005年、180-189頁、doi:10.20630/chirikagaku.60.3_180、ISSN 0286-4886、NAID 110002961111。
- 佐竹健治, 七山太, 山木滋「北海道太平洋岸の津波浸水履歴図 (総特集 津波予測)」『月刊地球』第27巻第3号、海洋出版、2005年3月、229-232頁、ISSN 03873498、NAID 40006647502。
- 佐竹健治「低頻度大規模白然災害」『学術の動向』第12巻第11号、日本学術協力財団、2007年、22-26頁、doi:10.5363/tits.12.11_22、ISSN 1342-3363、NAID 130001752535。
- 平田賢治, 佐竹健治, 山木滋, 谷岡勇市郎, 山中佳子, 西村卓也「目撃証言報告に基づく1952年十勝沖地震の津波波源の北東縁の検討」『地震 第2輯』第60巻第1号、日本地震学会、2007年8月、21-41頁、doi:10.4294/zisin.60.21、ISSN 00371114、NAID 10019840119。
- 佐竹健治, 宍倉正展, 行谷佑一「元禄関東地震の断層モデルと外房における津波」『歴史地震』第23号、歴史地震研究会、2008年、81-90,図巻頭1枚、ISSN 13499890、NAID 40016170799。
- 石辺岳男, 西山昭仁, 佐竹健治, 島崎邦彦「南関東で発生したM7級地震に対する既往研究とデータの収集 : 1894年明治東京地震と1895年茨城県南部の地震」『地震研究所彙報』第84巻第2号、東京大学地震研究所、2009年、149-182頁、ISSN 0040-8972、NAID 110007491918。
- 今井健太郎, 松山昌史, 吉井匠, 石辺岳男, 佐竹健治, 西山昭仁, 原田智也, 鴫原良典, 鴫原康子, 藤間功司, 行谷佑一, 都司嘉宣, 藤井雄士郎, 安藤亮輔, 小松原純子, 小松原琢, 堀川晴央, 宮地良典「2010年チリ中部地震による関東・東海地方沿岸の津波痕跡調査」『土木学会論文集B2(海岸工学)』第66巻第1号、土木学会、2010年、1351-1355頁、doi:10.2208/kaigan.66.1351、ISSN 1884-2399、NAID 130004956512。
- 中田高, 後藤秀昭, 渡辺満久, 鈴木康弘, 徳山英一, 佐竹健治, 隈元崇, 西澤あずさ, 伊藤弘志「相模トラフ・駿河トラフ・南海トラフ沿いの地震発生領域の再検討」『日本地理学会発表要旨集』第2011巻、日本地理学会、2011年、145頁、doi:10.14866/ajg.2011s.0.145.0、NAID 130007017841。
- 行谷佑一, 佐竹健治, 宍倉正展「南関東沿岸の地殻上下変動から推定した1703年元禄関東地震と1923年大正関東地震の断層モデル」『活断層・古地震研究報告』第11号、産業技術総合研究所地質調査総合センター、2011年、107-120頁、ISSN 1883-9681、NAID 40019514007。
- 佐竹健治「歴史地震・津波の研究と大地震の長期予測」『学術の動向』第19巻第9号、日本学術協力財団、2014年、9_14-9_18、doi:10.5363/tits.19.9_14、ISSN 1342-3363、NAID 130004747219。
- 石辺岳男, 佐竹健治, 村岸純「関東地方において計器観測初期に発生した地震の調査のための近年の地震データの収集・整理と1922年浦賀水道付近の地震への予察的適用」『歴史地震』第30号、東京大学地震研究所、2015年、109-127,図巻頭8p、ISSN 1349-9890、NAID 40020551526。
- 鳴橋竜太郎, 佐竹健治, 原田智也「安政東海地震津波(1854年)における三重県五ヶ所湾地域の被害状況」『東京大学地震研究所彙報』第91巻第1号、東京大学地震研究所、2016年、11-22頁、ISSN 0040-8972、NAID 120005895452。
- 村岸純, 西山昭仁, 石辺岳男, 原田智也, 佐竹健治「一八五五年安政江戸地震における江戸近郊の被害」『災害・復興と資料』第8号、新潟大学災害・復興科学研究所危機管理・災害復興分野、2016年、13-24頁、ISSN 2186-5930、NAID 40020809318。
- パンタボーラ, 鶴岡弘, 佐竹健治「全文検索に対応した日本歴史地震データベース検索システムの紹介」『東京大学地震研究所技術研究報告』第23号、東京大学地震研究所、2017年、10-13頁、doi:10.15083/00074443、ISSN 1342-6486、NAID 120006457346。
- 原田智也, 佐竹健治, 古村孝志, 室谷智子「1945年三河地震（M6.8）の震度分布：発生直後に行われたアンケート調査資料の再検討」『日本地震工学会論文集』第18巻第5号、日本地震工学会、2018年、5_12-5_32、doi:10.5610/jaee.18.5_12、NAID 130007538292。

## 栄典
- 2025年4月 - 紫綬褒章[3]